# 林鶴一
林 鶴一（はやし つるいち、1873年（明治6年）6月13日 - 1935年（昭和10年）10月4日）は、日本の数学者、数学史家。京都帝国大学理工科大学助教授、東北帝国大学理科大学教授を務めた。

## 略歴
徳島県生まれ。旧制徳島中学校（現徳島県立城南高等学校）、第三高等学校を経て、1897年（明治30年）に東京帝国大学理科大学数学科を卒業。東京帝国大学では高木貞治・吉江琢児と同期であり、藤沢利喜太郎による「藤澤セミナリー」に参加して、「e及びπの超越に就て」という課題の報告を提出した。
東京帝国大学卒業後に京都帝国大学理工科大学助教授を務めたが、その職を辞し、松山中学校教師や東京高等師範学校講師に就いた。その後、1911年（明治44年）4月に東北帝国大学理科大学教授として迎えられる。同年8月、私費を投じて日本最初の数学専門誌『東北数学雑誌』を創刊し、東北帝大の教員の研究成果だけではなく、広く世界（日英独仏伊の5ヶ国）に論文の募集を行い、その後の日本の数学の発展に大きく貢献した。

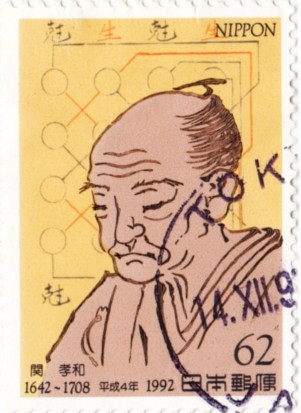
関孝和の切手。背景は行列式の図。

数学に関する幅広い知識を持っており、教科書・啓蒙書の著作も多数存在する。晩年には和算研究家としても活躍、1917年（大正6年）には長澤龜之助とともに川北朝鄰から関流八伝免許状を授与された。和算の研究では、関孝和の「解伏題之法」に世界最初の行列式の理論が含まれていることを発見した。さらに、日本中等教育数学会（現日本数学教育学会）を設立し、中学校教師の資質の向上に力を尽くした。

## 栄典
- 1898年（明治31年）9月30日 - 従七位[6]

## 著作
ウィキソースには、林鶴一の著作リストがあります。